# Pont Seán O'Casey
Le pont Seán O'Casey, en irlandais Droichead Sheáin Uí Chathasaigh, en anglais Seán O'Casey Bridge, est une passerelle piétonne tournante d'Irlande située à Dublin, au-dessus de la Liffey.

## Histoire
Elle est construite en 2005 dans le cadre d'un programme de rénovation urbaine des Dublin Docklands.
De 2010 à 2014, le pont tournant ne peut être mis en mouvement car la télécommande permettant la manœuvre est perdue avant qu'une nouvelle ne soit programmée.